# Театр у Байройті
Театр у Байройті (нім. Bayreuther Festspielhaus — «Дім музичних свят») — оперний театр, збудований в північній частині баварського міста Байройт, як місце вистав опер Р. Вагнера на щорічних фестивалях у Байройті.
Архітектура будівлі була розроблена за вказівками самого композитора на основі нереалізованого проекту театру в Мюнхені авторства Готфріда Земпера. Спорудження фінансував король Баварії Людвік II. Урочисте відкриття театру 13 — 17 серпня 1876 року супроводжувалося світовою прем'єрою тетралогії Ріхарда Вагнера «Перстень Нібелунга».
Особливістю театру є те, що оркестрова яма і диригент повністю приховані від публіки.

## Щорічний фестиваль
Починаючи з 1876 року в Байройтському театрі щорічно приблизно з 25-го по 28-те серпня проходить фестиваль музики Вагнера. Виконуються тільки опери Вагнера і ніщо інше. Театр існує тільки для цього. Опери виконуються в повній нескороченій редакції, тому кожна вистава триває декілька годин. Наприклад вистава опери «Загибель богів»  триває п'ять годин.
Номінально фестивалем керує так зване «Товариство друзів Байройту» (нім. Gesellschaft der Freunde von Bayreuth e.V.), реальним керівником є Фонд Ріхарда Вагнера (нім. Richard-Wagner-Stiftung), котрим володіє сімейний консорціум нащадків Вагнера. На фестивалі збирається як правило публіка національно-патріотичної орієнтації із сфер політики, мистецтва та шоу-бізнесу. Охочих «побачити та бути побаченим» чимало, тому квитки на вистави завжди розпродано заздалегідь на 10-15 років наперед. На чорному ринку ціна на квиток може сягати тисяч євро
Після свого призначення на пост, фестиваль регулярно відвідувала бундесканцлер Ангела Меркель разом з чоловіком.